# Tulasnella pinicola
Tulasnella pinicola é uma espécie de fungo pertencente à família Tulasnellaceae.